# رجائی عاید
رجائی عاید (عربی: رَجَائِيّ عَايِد فَاضِل حَسَن؛ زادهٔ ۲۵ ژوئیهٔ ۱۹۹۳) بازیکن فوتبال اهل اردن است.
از باشگاه‌هایی که در آن بازی کرده است می‌توان به باشگاه ورزشی الوحدات اشاره کرد.
وی همچنین در تیم‌های ملی فوتبال زیر ۲۳ سال اردن و اردن بازی کرده است.